# Kurt Cutkelvin
Kurt D. Cutkelvin (* 2. Januar 1964) ist ein ehemaliger belizischer Radrennfahrer.
Er nahm an den Olympischen Sommerspielen 1984 in Los Angeles teil. Er startete im Mannschaftszeitfahren.